# Foglianise
Foglianise är en ort och kommun i provinsen Benevento i regionen Kampanien i Italien. Kommunen hade 3 289 invånare (2017).